# Щенайлово
Щенайлово — деревня в Локнянском районе Псковской области России. Входит в состав Самолуковской волости.
Расположена на реке Смердель, в 35 км к югу от райцентра Локня и в 5 км к юго-востоку от волостного центра Башово.
Численность населения деревни составляла 49 жителей в 2000 году, 38 жителей в 2011 году.